# 2-га паралель північної широти
2-га паралель північної широти — лінія широти, що лежить на 2 градуси північніше земної екваторіальної площини. Вона проходить через Атлантичний океан, Африку, Індійський океан, Південно-Східну Азію, Тихий океан та Південну Америку.

## Список географічних об'єктів, що перетинає 2° пн. ш.
Починаючи з Гринвіцького меридіану та рухаючись на схід, 2-га паралель північної широти проходить через:
| Координати                                                 | Країна, територія або море | Примітки                                                                                       |
| ---------------------------------------------------------- | -------------------------- | ---------------------------------------------------------------------------------------------- |
| 2°0′ пн. ш. 0°0′ сх. д. / 2.000° пн. ш. 0.000° сх. д.      | Атлантичний океан          | Гвінейська затока                                                                              |
| 2°0′ пн. ш. 9°47′ сх. д. / 2.000° пн. ш. 9.783° сх. д.     | Екваторіальна Гвінея       |                                                                                                |
| 2°0′ пн. ш. 11°20′ сх. д. / 2.000° пн. ш. 11.333° сх. д.   | Габон                      |                                                                                                |
| 2°0′ пн. ш. 13°14′ сх. д. / 2.000° пн. ш. 13.233° сх. д.   | Республіка Конго           |                                                                                                |
| 2°0′ пн. ш. 15°2′ сх. д. / 2.000° пн. ш. 15.033° сх. д.    | Камерун                    | Приблизно на 9 км                                                                              |
| 2°0′ пн. ш. 15°7′ сх. д. / 2.000° пн. ш. 15.117° сх. д.    | Республіка Конго           | Приблизно на 17 км                                                                             |
| 2°0′ пн. ш. 15°16′ сх. д. / 2.000° пн. ш. 15.267° сх. д.   | Камерун                    |                                                                                                |
| 2°0′ пн. ш. 16°3′ сх. д. / 2.000° пн. ш. 16.050° сх. д.    | Республіка Конго           |                                                                                                |
| 2°0′ пн. ш. 18°5′ сх. д. / 2.000° пн. ш. 18.083° сх. д.    | ДР Конго                   |                                                                                                |
| 2°0′ пн. ш. 31°3′ сх. д. / 2.000° пн. ш. 31.050° сх. д.    | Озеро Альберт              | Кордон з Угандою проходить по озеру (2°0′ пн. ш. 31°14′ сх. д. / 2.000° пн. ш. 31.233° сх. д.) |
| 2°0′ пн. ш. 31°24′ сх. д. / 2.000° пн. ш. 31.400° сх. д.   | Уганда                     |                                                                                                |
| 2°0′ пн. ш. 34°59′ сх. д. / 2.000° пн. ш. 34.983° сх. д.   | Кенія                      |                                                                                                |
| 2°0′ пн. ш. 41°0′ сх. д. / 2.000° пн. ш. 41.000° сх. д.    | Сомалі                     |                                                                                                |
| 2°0′ пн. ш. 45°17′ сх. д. / 2.000° пн. ш. 45.283° сх. д.   | Індійський океан           | Проходить південніше Могадішо, Сомалі                                                          |
| 2°0′ пн. ш. 73°21′ сх. д. / 2.000° пн. ш. 73.350° сх. д.   | Мальдіви                   | Проходить через атол Хаддхунматі[en]                                                           |
| 2°0′ пн. ш. 73°33′ сх. д. / 2.000° пн. ш. 73.550° сх. д.   | Індійський океан           | Проходить південніше островів Баньяк[en], Індонезія                                            |
| 2°0′ пн. ш. 98°27′ сх. д. / 2.000° пн. ш. 98.450° сх. д.   | Індонезія                  | Проходить через острови Суматра та Рупат[en]                                                   |
| 2°0′ пн. ш. 101°46′ сх. д. / 2.000° пн. ш. 101.767° сх. д. | Малаккська протока         |                                                                                                |
| 2°0′ пн. ш. 102°35′ сх. д. / 2.000° пн. ш. 102.583° сх. д. | Малайзія                   | Джохор                                                                                         |
| 2°0′ пн. ш. 104°6′ сх. д. / 2.000° пн. ш. 104.100° сх. д.  | Південнокитайське море     |                                                                                                |
| 2°0′ пн. ш. 109°35′ сх. д. / 2.000° пн. ш. 109.583° сх. д. | Індонезія                  | Проходить через острів Калімантан Західний Калімантан — приблизно на 3 км                      |
| 2°0′ пн. ш. 109°37′ сх. д. / 2.000° пн. ш. 109.617° сх. д. | Малайзія                   | Саравак — приблизно на 3 км                                                                    |
| 2°0′ пн. ш. 109°39′ сх. д. / 2.000° пн. ш. 109.650° сх. д. | Південнокитайське море     |                                                                                                |
| 2°0′ пн. ш. 111°10′ сх. д. / 2.000° пн. ш. 111.167° сх. д. | Малайзія                   | Проходить через острів Калімантан Саравак                                                      |
| 2°0′ пн. ш. 114°52′ сх. д. / 2.000° пн. ш. 114.867° сх. д. | Індонезія                  | Північний Калімантан Східний Калімантан                                                        |
| 2°0′ пн. ш. 117°50′ сх. д. / 2.000° пн. ш. 117.833° сх. д. | Море Сулавесі              |                                                                                                |
| 2°0′ пн. ш. 125°17′ сх. д. / 2.000° пн. ш. 125.283° сх. д. | Молуккське море            | Проходить південніше острова Біаро[en], Індонезія                                              |
| 2°0′ пн. ш. 127°46′ сх. д. / 2.000° пн. ш. 127.767° сх. д. | Індонезія                  | Проходить через острів Хальмахера                                                              |
| 2°0′ пн. ш. 127°57′ сх. д. / 2.000° пн. ш. 127.950° сх. д. | Тихий океан                |                                                                                                |
| 2°0′ пн. ш. 128°16′ сх. д. / 2.000° пн. ш. 128.267° сх. д. | Індонезія                  | Проходить через острів Моротай[en] — приблизно на 1 км                                         |
| 2°0′ пн. ш. 128°17′ сх. д. / 2.000° пн. ш. 128.283° сх. д. | Тихий океан                | Проходить північніше атола Абаїанг[en], Кірибаті                                               |
| 2°0′ пн. ш. 173°15′ сх. д. / 2.000° пн. ш. 173.250° сх. д. | Кірибаті                   | Проходить через атол Маракеї                                                                   |
| 2°0′ пн. ш. 173°18′ сх. д. / 2.000° пн. ш. 173.300° сх. д. | Тихий океан                |                                                                                                |
| 2°0′ пн. ш. 157°47′ зх. д. / 2.000° пн. ш. 157.783° зх. д. | Кірибаті                   | Проходить через атол Кіритіматі                                                                |
| 2°0′ пн. ш. 157°40′ зх. д. / 2.000° пн. ш. 157.667° зх. д. | Тихий океан                |                                                                                                |
| 2°0′ пн. ш. 78°39′ зх. д. / 2.000° пн. ш. 78.650° зх. д.   | Колумбія                   |                                                                                                |
| 2°0′ пн. ш. 68°13′ зх. д. / 2.000° пн. ш. 68.217° зх. д.   | Бразилія                   | Амазонас — приблизно на 3 км                                                                   |
| 2°0′ пн. ш. 68°11′ зх. д. / 2.000° пн. ш. 68.183° зх. д.   | Колумбія                   |                                                                                                |
| 2°0′ пн. ш. 67°39′ зх. д. / 2.000° пн. ш. 67.650° зх. д.   | Бразилія                   | Амазонас                                                                                       |
| 2°0′ пн. ш. 67°18′ зх. д. / 2.000° пн. ш. 67.300° зх. д.   | Колумбія                   |                                                                                                |
| 2°0′ пн. ш. 67°7′ зх. д. / 2.000° пн. ш. 67.117° зх. д.    | Венесуела                  |                                                                                                |
| 2°0′ пн. ш. 63°46′ зх. д. / 2.000° пн. ш. 63.767° зх. д.   | Бразилія                   | Амазонас Рорайма                                                                               |
| 2°0′ пн. ш. 59°44′ зх. д. / 2.000° пн. ш. 59.733° зх. д.   | Спірна зона                | Контролюється Гаяною, претендує Венесуела                                                      |
| 2°0′ пн. ш. 58°28′ зх. д. / 2.000° пн. ш. 58.467° зх. д.   | Гаяна                      |                                                                                                |
| 2°0′ пн. ш. 57°55′ зх. д. / 2.000° пн. ш. 57.917° зх. д.   | Спірна зона                | Контролюється Гаяною, претендує Суринам                                                        |
| 2°0′ пн. ш. 57°9′ зх. д. / 2.000° пн. ш. 57.150° зх. д.    | Бразилія                   | Пара — приблизно на 8 км                                                                       |
| 2°0′ пн. ш. 57°4′ зх. д. / 2.000° пн. ш. 57.067° зх. д.    | Спірна зона                | Контролюється Гаяною, претендує Суринам                                                        |
| 2°0′ пн. ш. 56°38′ зх. д. / 2.000° пн. ш. 56.633° зх. д.   | Суринам                    |                                                                                                |
| 2°0′ пн. ш. 55°55′ зх. д. / 2.000° пн. ш. 55.917° зх. д.   | Бразилія                   | Пара Амапа — проходить через континент та острів Марака[pt]                                    |
| 2°0′ пн. ш. 50°17′ зх. д. / 2.000° пн. ш. 50.283° зх. д.   | Атлантичний океан          |                                                                                                |